# ماسیمو پالوتینو

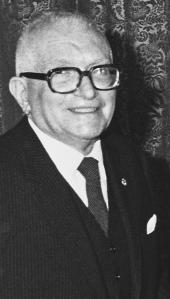
ماسیمو پالوتینو

ماسیمو پالوتینو (به انگلیسی: Massimo Pallottino) (زادهٔ ۹ نوامبر ۱۹۰۹ شهر رم –درگذشتهٔ ۷ فوریه ۱۹۹۵ شهر رم) باستان‌شناس ایتالیایی بویژه متخصص تمدن و هنر اتروسکها بود.